# Rhopalia tristis
Rhopalia tristis är en tvåvingeart som beskrevs av Seguy 1928. Rhopalia tristis ingår i släktet Rhopalia och familjen Mydidae.
Artens utbredningsområde är Egypten. Inga underarter finns listade i Catalogue of Life.